# Mausoleu de Teodoric
El Mausoleu de Teodoric és un monument situat als afores de Ravenna (Itàlia) construït pel rei Teodoric el Gran cap a l'any 520 dC. amb la intenció de què fos la seva futura tomba, en marbre blanc d'Ístria. És la més cèlebre construcció funerària dels ostrogots.

És una de les vuit estructures de Ravenna inscrites per la UNESCO en la llista del Patrimoni de la Humanitat l'any 1996. Segons l'avaluació de l'ICOMOS d'aquest patrimoni:
| «              | La importància del mausoleu és el seu estil i decoració, que no deu res a l'art romà o a l'art romà d'Orient, encara que utilitza la tècnica de construcció en pedra romana opus quadratum que havia estat abandonada quatre segles abans. Aquest és l'únic exemple supervivent d'una tomba de rei bàrbar d'aquest període. | » |
| — ICOMOS 1996. | |   |

## Història i perfil arquitectònic-artístic
S'alça aïllat, fora de la ciutat, al costat de la necròpoli reservada als gots.

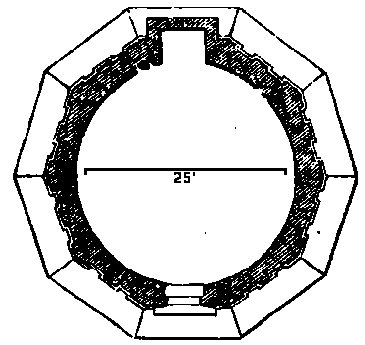
Planta del mausoleu de Teodoric

Ràpidament es distingeix de totes les altres edificacions de Ravenna perquè no està construït en maó, sinó amb blocs de pedra d'Istria. És de planta circular, reprenent la tipologia d'altres mausoleus romans (la tomba de Cecília Metela), i es caracteritza per constar de dos pisos:
- l'inferior amb forma decagonal, amb nínxols a cada costat, sota arcs de mig punt i amb un interior amb forma de creu;
- el superior és més petit, accessible mitjançant una escala i antigament envoltat per un deambulatori amb columnetes que l'embellien i del qual només queden traces en el naixement dels arcs a les parets. La seva forma és també decagonal a l'exterior i circular a l'interior.

Situada en el centre del pis superior es troba una tomba circular de pòrfir on se suposa que havien de descansar les restes de Teodoric una vegada mort. Les mencionades despulles van ser extretes durant la dominació romana d'Orient i el mausoleu es va convertir en una capella cristiana.

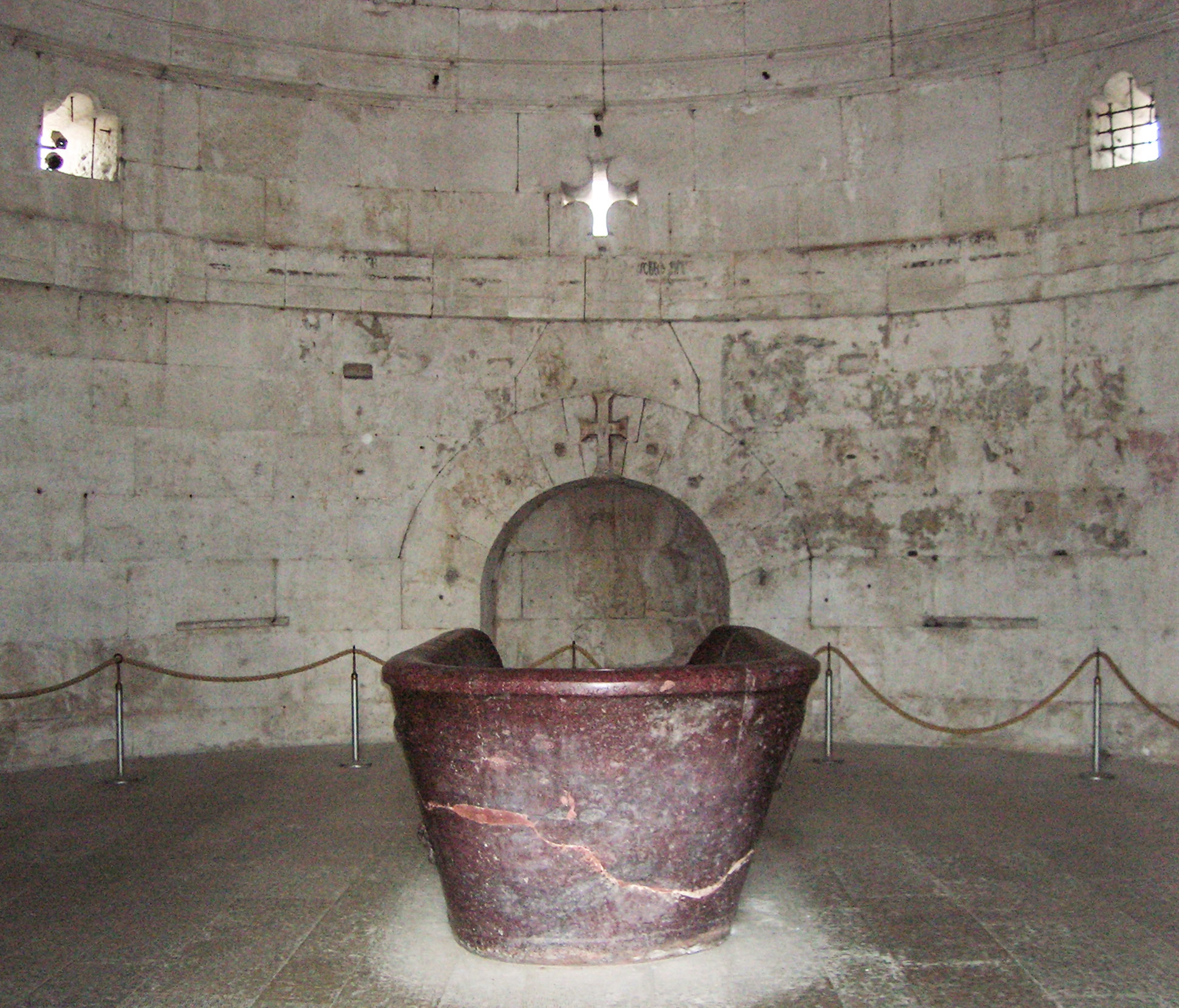
El sarcòfag en pòrfir vermell

Segons Valois, Muratori i Alberti, les restes del monarca descansaven en un atuell de pòrfir situat sobre quatre columnes que coronaven la cúpula, realitzada en un sol bloc de granit. Aquesta coberta del mausoleu és la característica més sorprenent de l'edifici. Està formada per un únic bloc monòlit amb forma de casc, en pedra d'Aurisina de 300 tones i d'11 metres de diàmetre, transportat per mar. Simbolitza la força i robustesa militar típiques de les cultures germàniques. Es trobava rematada per estàtues dels dotze apòstols en bronze.
Es troba a l'exterior una banda decorativa amb un motiu «a tenalles», l'únic testimoni a Ravenna d'una decoració presa de l'orfebreria goda més que del repertori romà d'Orient.